# Бернард Менса
Бернард Менса (англ. Bernard Mensah; народився 17 жовтня 1994 року, Аккра, Гана) — ганський футболіст, півзахисник клубу «Кайсеріспор» і збірної Гани.

## Клубна кар'єра
Менса — вихованець клубу «Феєноорд Гана». 2012 року він підписав контракт з португальським клубом «Віторія» з Гімарайнш. У 2013 році Бернард для набуття ігрової практики почав виступати за дублерів. 16 серпня 2014 року в матчі проти «Жил Вісенте» він дебютував у Сангріш лізі. У цьому ж поєдинку Бернард забив свій перший гол за «Віторію». Влітку 2015 року Менса перейшов до іспанського «Атлетіко Мадрид», підписавши контракт на 6 років. Сума трансферу становила 10 млн. євро. Для отримання ігрової практики Бернарда відразу ж віддали в оренду в «Хетафе». 18 вересня в матчі проти «Малаги» він дебютував у Ла-Лізі. Влітку 2016 року він на правах оренди повернувся у «Віторію».
Влітку 2017 року Менсу орендував турецький клуб «Касимпаша». 12 серпня в матчі проти «Аланіяспора» він дебютував у турецькій Суперлізі. 27 жовтня в поєдинку проти «Гезтепе» Бернард забив свій перший гол за «Касимпашу».
Влітку 2018 року Менса на правах оренди перейшов до «Кайсеріспора». 13 серпня в матчі проти «Антальяспора» він дебютував за нову команду. 1 вересня в поєдинку проти «Фенербахче» Бернард забив свій перший гол за «Кайсеріспор». За підсумками сезону клуб викупив трансфер гравця. Сума становила 3,6 млн. євро.

## Міжнародна кар'єра
8 червня 2015 року в товариському матчі проти збірної Того Менса дебютував за збірну Гани. У цьому ж поєдинку він забив свій перший гол за національну команду.

## Статистика виступів

### Статистика клубних виступів
| 2013-2014          | Віторія B             | Сегунда-Ліга          | 26         | 9          |            |                            |                            |                            |            |            |            |            |            |            |      |      |      | 26      | 9       |         |
| Загалом            | Загалом               | Загалом               | 26         | 9          |            |                            |                            |                            |            |            |            |            |            |            |      |      |      | 26      | 9       |         |
| 2014-2015          | Віторія               | Прімейра-Ліга         | 30         | 5          | 5          | 2                          |                            |                            | 2          |            |            |            |            |            |      |      |      | 34      | 5       | 5       |
| Загалом            | Загалом               | Загалом               | 30         | 5          | 5          | 2                          |                            |                            | 2          |            |            |            |            |            |      |      |      | 34      | 5       | 5       |
| Іспанія            | Іспанія               | Іспанія               | іспанія    | іспанія    | іспанія    | Кубок Іспанії з футболу    | Кубок Іспанії з футболу    | Кубок Іспанії з футболу    | la Liga    | la Liga    | la Liga    | Суперкубок | Суперкубок | Суперкубок | УЄФА | УЄФА | УЄФА | Загалом | Загалом | Загалом |
| 2015               | Атлетіко (Мадрид)     | Ла-Ліга               |            |            |            |                            |                            |                            |            |            |            |            |            |            |      |      |      |         |         |         |
| Загалом            |                       |                       |            |            |            |                            |                            |                            |            |            |            |            |            |            |      |      |      |         |         |         |
| 2015-2016          | →Хетафе (оренда)      | Ла-Ліга               | 8          |            |            | 2                          |                            |                            |            |            |            |            |            |            |      |      |      | 10      |         |         |
| Загалом            | Загалом               | Загалом               | 8          |            |            | 2                          |                            |                            |            |            |            |            |            |            |      |      |      | 10      |         |         |
| Португалія         | Португалія            | Португалія            | Португалія | Португалія | Португалія | Кубок Португалії з футболу | Кубок Португалії з футболу | Кубок Португалії з футболу | da Liga    | da Liga    | da Liga    | Supertaça  | Supertaça  | Supertaça  | УЄФА | УЄФА | УЄФА | Загалом | Загалом | Загалом |
| 2016-2017          | →Віторія (оренда)     | Прімейра-Ліга         | 21         |            | 1          | 2                          |                            |                            | 2          |            |            |            |            |            |      |      |      | 25      |         | 1       |
| Загалом            | Загалом               | Загалом               | 21         |            | 1          | 2                          |                            |                            | 2          |            |            |            |            |            |      |      |      | 25      |         | 1       |
| Туреччина          | Туреччина             | Туреччина             | Туреччина  | Туреччина  | Туреччина  | Кубок Туреччини з футболу  | Кубок Туреччини з футболу  | Кубок Туреччини з футболу  | Lig Kupası | Lig Kupası | Lig Kupası | Süper Kupa | Süper Kupa | Süper Kupa | УЄФА | УЄФА | УЄФА | Загалом | Загалом | Загалом |
| 2017-2018          | →Касимпаша (оренда)   | Суперліга (Туреччина) | 30         | 5          | 7          | 2                          |                            |                            |            |            |            |            |            |            |      |      |      | 32      | 5       | 7       |
| Загалом            | Загалом               | Загалом               | 30         | 5          | 7          | 2                          |                            |                            |            |            |            |            |            |            |      |      |      | 32      | 5       | 7       |
| 2018-2019          | →Кайсеріспор (оренда) | Суперліга (Туреччина) | 24         | 3          | 1          | 4                          | 1                          |                            |            |            |            |            |            |            |      |      |      | 28      | 4       | 1       |
| 2019-2020          | Кайсеріспор           | Суперліга (Туреччина) | 25         | 5          | 8          | 1                          |                            |                            |            |            |            |            |            |            |      |      |      | 26      | 5       | 8       |
| Загалом            | Загалом               | Загалом               | 49         | 8          | 9          | 5                          | 1                          |                            |            |            |            |            |            |            |      |      |      | 54      | 9       | 9       |
| 2020-2021          | →Бешикташ (оренда)    | Суперліга (Туреччина) | 4          | 1          |            |                            |                            |                            |            |            |            |            |            |            | 2    |      |      | 6       | 1       |         |
| Загалом            | Загалом               | Загалом               | 4          | 1          |            |                            |                            |                            |            |            |            |            |            |            | 2    |      |      | 6       | 1       |         |
| Загалом за кар'єру | Загалом за кар'єру    | Загалом за кар'єру    | 168        | 28         | 22         | 13                         | 1                          |                            | 4          |            |            |            |            |            | 2    |      |      | 187     | 29      | 22      |

### Статистика виступів за збірну
Станом на 9 жовтня 2020
| Дата       | Місто      | Господарі        | Результат | Гості    | Турнір                                  | Голи | Примітки |
| ---------- | ---------- | ---------------- | --------- | -------- | --------------------------------------- | ---- | -------- |
| 8-6-2015   | Аккра      | Гана             | 1 – 0     | Того     | товариський матч                        | 1    | 32' 63'  |
| 14-6-2015  | Аккра      | Гана             | 7 – 1     | Маврикій | Відбір до Кубка африканських націй 2017 | -    | 78'      |
| 1-9-2015   | Браззавіль | Республіка Конго | 2 – 3     | Гана     | товариський матч                        | -    | 73'      |
| 13-10-2015 | Вашингтон  | Гана             | 1 – 1     | Канада   | товариський матч                        | -    | 59'      |
| 9-10-2020  | Манавгат   | Малі             | 3 – 0     | Гана     | товариський матч                        | -    | 46'      |
| Усього     |            | Матчів           | 5         |          | Голів                                   | 1    |          |

## Титули і досягнення
- Чемпіон Туреччини (1):

«Бешикташ»: 2020-21
- Володар Кубка Туреччини (1):

«Бешикташ»: 2020-21